# I. legija Minervia
Prva legija Minervia (latinsko Legio I Minervia – vdana boginji modrosti Minervi) je bila rimska legija, ki jo je ustanovil cesar Domicijan leta 82 za pohod proti germanskim Hatom.  Njeno ime se navezuje na njeno zaščitnico, boginjo modrosti Minervo. Legija je bila vse do sredine 4. stoletja nastanjena v Porenju. Njen emblem je bila podoba boginje Minerve. 
Njen prvi in glavni stan je bilo mesto Bonna, sedanji Bonn, v provinci Spodnji Germaniji. Leta 89 je zatrla upor guvernerja Gornje Germanije in za svoje zasluge  od cesarja Domicijana dobila vzdevek  Pia Fidelis Domitiana (zvesta in vdana Domicijanu).

## Zgodovina
Od leta 101 so 106 se je pod Trajanovim poveljstvom vojskovala v njegovih dačanskih vojnah. Njen emblem s podobo Minerve je zato, poleg emblemov drugih legij, upodobljen na Trajanovem stebru v Rimu. Po vojnah se je vrnila v Bonno. S XXX. legijo Ulpia Victrix, ki je bila nastanjena v bližnjem Castra Vetera II, sedanjem Xantenu, je gradila številne vojaške in druge objekte in delala celo v kamnolomih.
Četudi je legija je pripadala germanski armadi, so se njene veksilacije vojskovale v različnih delih cesarstva:
- 162–166 v vojni proti Partskemu cesarstvu pod poveljstvom cesarja Lucija Vera,
- 166–175 in 178–180 v vojni proti Markomanom pod poveljstvom Marka Avrelija,
- 173 na pohodu proti Havkom v Belgijski Galiji pod poveljstvom guvernerja Didija Julijana,
- 198–211 kot garnizija v prestolnici Galije Lugdumumu.

Med državljanskimi vojnami v poznem 2. in 3. stoletju je I. legija Minervia podprla naslednje cesarje (vsak cesar ji je za zasluge podelil častni naslov, ki so ga po njegovem padcu izbrisali): 
- Septimija Severja
- Elagabala (Antoniniana)
- Aleksandra Severja  (Severiana Alexandriana)
- Galsko cesarstvo, ki je obstajalo v letih 260-274

Bonno so okoli leta 353 uničili Franki in I. legija Minervia je izginila iz pisnih virov, čeprav ni nobenih dokazov, da je bila uničena.